# Абу Бакр ибн Омар
Абу Бакр ибн Омар (арап. أبو بكر بن عمر; почетак 11. века — Тагант, 1087) био је алморавидски емир, односно „Амир ел Муслимин” (Принц муслимана) (1056—1087). До 1059. године је фактички делио власт са врховним верским учитељем Абдулахом ибн Јасином, а од 1061. године је владао заједно са својим рођаком Јусуфом ибн Ташфином. Током његове владавине Алморавиди су проширили своју власт и изван пустиње, формиравши државу у правом смислу и поставши најјача држава територије Магреба.

## Владавина
Залагањем врховног верског учитеља Абдулаха ибн Јасина, који је имао велику моћ и утицај, Абу Бакр је именован за емира Алморавида после погибије свог брата Јахје 1056. године. Алморавиди су почели да шире власт ван пустиње. Покорили су племена Атласких планина. У средишњем Мароку сукобили су се са Баргаватима, који су следили јеретичка учења. Баргавати су пружили жесток отпор и Ибн Јасин је 1059. године погинуо у борбама против њих. Абу Бакр је на крају успео да их покори и узео је удовицу убијеног вође себи за жену.
Године 1061. Абу Бакр је свог рођака Јусуфа ибн Ташфина поставио за савладара, задржавши за себе власт над матичном територијом Алморавида. Јусуф је 1062. године основао град Маракеш као нову престоницу Алморавида и у њему главну џамију за целу државу. Абу Бакр је изразио своју оданост абасидском калифату у Багдаду и потпуно је преузео абасидске законе и обичаје. Како је показивао велике војне и административне вештине, Јусуф је временом од Абу Бакра добијао све већи удео у власти. На крају првом емиру остала ефективна власт само над Сахаром и деловима Марока. Када је покушао да врати власт у своје руке, није успео, пошто је савладар постао сувише моћан.
Абу Бакр се вратио у пустињу и посветио гушењу побуна против алморавидске власти. Године 1075. напао је царство Гану. По арапским предањима, Гана је у том рату економски страдала. Неки извори говоре и о њеној дезинтеграцији, при чему су један њен део присвојили Алморавиди. Према другим изворима, утицај Алморавида на Гану је временом растао, али није било освајања. Абу Бакр је ојачао свј утицај на тој страни политичким браковима са племством Гане.
У међувремену, заслугом Јусуфа ибн Ташфина, Алморавидско царство је успоставило власт над највећим делом северозападне Африке. Тако је у тренутку Абу Бакрове смрти ова држава обухватала простор данашњег Марока, Западне Сахаре, западне половине Алжира и северне Мауританије. Абу Бакр је 1087. године убијен отвровном стрелом у Таганту. Наследио га је Јусуф ибн Ташфин.